# Hawk (rapper)
Hawk, pseudonimo di Nikos (Katerini, 28 gennaio 1993), è un rapper greco.

## Biografia
Durante gli studi, decide di creare il gruppo Above the Hood con il quale pubblica due album: Pandora insieme a Smuggler e Orama con l'intero gruppo. Il 14 giugno 2019 pubblica il singolo Caliente, realizzato con Mente Fuerte e Baghdad, che ottiene un notevole successo diventando il primo singolo della storia ad essere certificato diamante in Grecia. Nel 2020 pubblica il singolo Voodoo insieme a Light, che fa registrare il record di ascolti in un giorno per un brano greco su Spotify, oltre 600.000.
Il giorno di natale dello stesso anno i due pubblicano l'album in studio Supernova, mentre il primo album solista di Hawk, Liberta, esce il 19 maggio 2022. Il 25 maggio 2023 è la volta dell'album 5D, seguito il 21 marzo 2024 da Metal Slang, contenente collaborazioni con Toquel, Fly Lo, Saske e Light.

## Discografia

### Da solista

#### Album in studio
- 2020 – Supernova (con Light)
- 2022 – Liberta
- 2023 – 5D
- 2024 – Metal Slang

### Con gli Above the Hood
- 2017 – Pandora
- 2018 – Orama